# Vignoux-sous-les-Aix
Vignoux-sous-les-Aix és un municipi francès, situat al departament de Cher i a la regió de Centre – Vall del Loira. L'any 2007 tenia 707 habitants.

## Demografia

### Població
El 2007 la població de fet de Vignoux-sous-les-Aix era de 707 persones. Hi havia 266 famílies, de les quals 40 eren unipersonals (16 homes vivint sols i 24 dones vivint soles), 111 parelles sense fills i 115 parelles amb fills.
La població ha evolucionat segons el següent gràfic:
Habitants censats

### Habitatges
El 2007 hi havia 308 habitatges, 270 eren l'habitatge principal de la família, 21 eren segones residències i 17 estaven desocupats. Tots els 308 habitatges eren cases. Dels 270 habitatges principals, 236 estaven ocupats pels seus propietaris, 26 estaven llogats i ocupats pels llogaters i 9 estaven cedits a títol gratuït; 1 tenia una cambra, 8 en tenien dues, 26 en tenien tres, 65 en tenien quatre i 170 en tenien cinc o més. 223 habitatges disposaven pel capbaix d'una plaça de pàrquing. A 73 habitatges hi havia un automòbil i a 183 n'hi havia dos o més.

### Piràmide de població
La piràmide de població per edats i sexe el 2009 era:
| Homes | Edats   | Dones |
| ----- | ------- | ----- |
| 0     | 95 o +  | 4     |
| 0     | 90 a 94 | 0     |
| 4     | 85 a 89 | 4     |
| 0     | 80 a 84 | 0     |
| 12    | 75 a 79 | 12    |
| 16    | 70 a 74 | 0     |
| 8     | 65 a 69 | 16    |
| 8     | 60 a 64 | 4     |
| 8     | 55 a 59 | 8     |
| 36    | 50 a 54 | 12    |
| 32    | 45 a 49 | 40    |
| 36    | 40 a 44 | 28    |
| 28    | 35 a 39 | 32    |
| 20    | 30 a 34 | 12    |
| 24    | 25 a 29 | 28    |
| 16    | 20 a 24 | 8     |
| 20    | 15 a 19 | 20    |
| 32    | 10 a 14 | 32    |
| 20    | 5 a 9   | 28    |
| 16    | 0 a 4   | 24    |

## Economia
El 2007 la població en edat de treballar era de 493 persones, 370 eren actives i 123 eren inactives. De les 370 persones actives 349 estaven ocupades (182 homes i 167 dones) i 21 estaven aturades (10 homes i 11 dones). De les 123 persones inactives 59 estaven jubilades, 33 estaven estudiant i 31 estaven classificades com a «altres inactius».

### Ingressos
El 2009 a Vignoux-sous-les-Aix hi havia 271 unitats fiscals que integraven 717,5 persones, la mediana anual d'ingressos fiscals per persona era de 19.606 €.

### Activitats econòmiques
Dels 22 establiments que hi havia el 2007, 3 eren d'empreses alimentàries, 7 d'empreses de construcció, 3 d'empreses de comerç i reparació d'automòbils, 1 d'una empresa de transport, 2 d'empreses d'hostatgeria i restauració, 1 d'una empresa d'informació i comunicació, 1 d'una empresa financera, 1 d'una empresa de serveis, 2 d'entitats de l'administració pública i 1 d'una empresa classificada com a «altres activitats de serveis».
Dels 8 establiments de servei als particulars que hi havia el 2009, 2 eren guixaires pintors, 3 lampisteries, 1 electricista i 2 restaurants.
Dels 3 establiments comercials que hi havia el 2009, 1 era una botiga de menys de 120 m², 1 una fleca i 1 una llibreria.
L'any 2000 a Vignoux-sous-les-Aix hi havia 7 explotacions agrícoles que ocupaven un total de 553 hectàrees.

## Equipaments sanitaris i escolars
El 2009 hi havia una escola elemental.

## Poblacions més properes
El següent diagrama mostra les poblacions més properes.